# Зіновей
Зінове́й (рос. Зиновей) — присілок у складі Увинського району Удмуртії, Росія.

## Населення
Населення — 2 особи (2010; 0 в 2002).

## Урбаноніми[3]
- вулиці — Зіновейська